# Kolibrimaskin

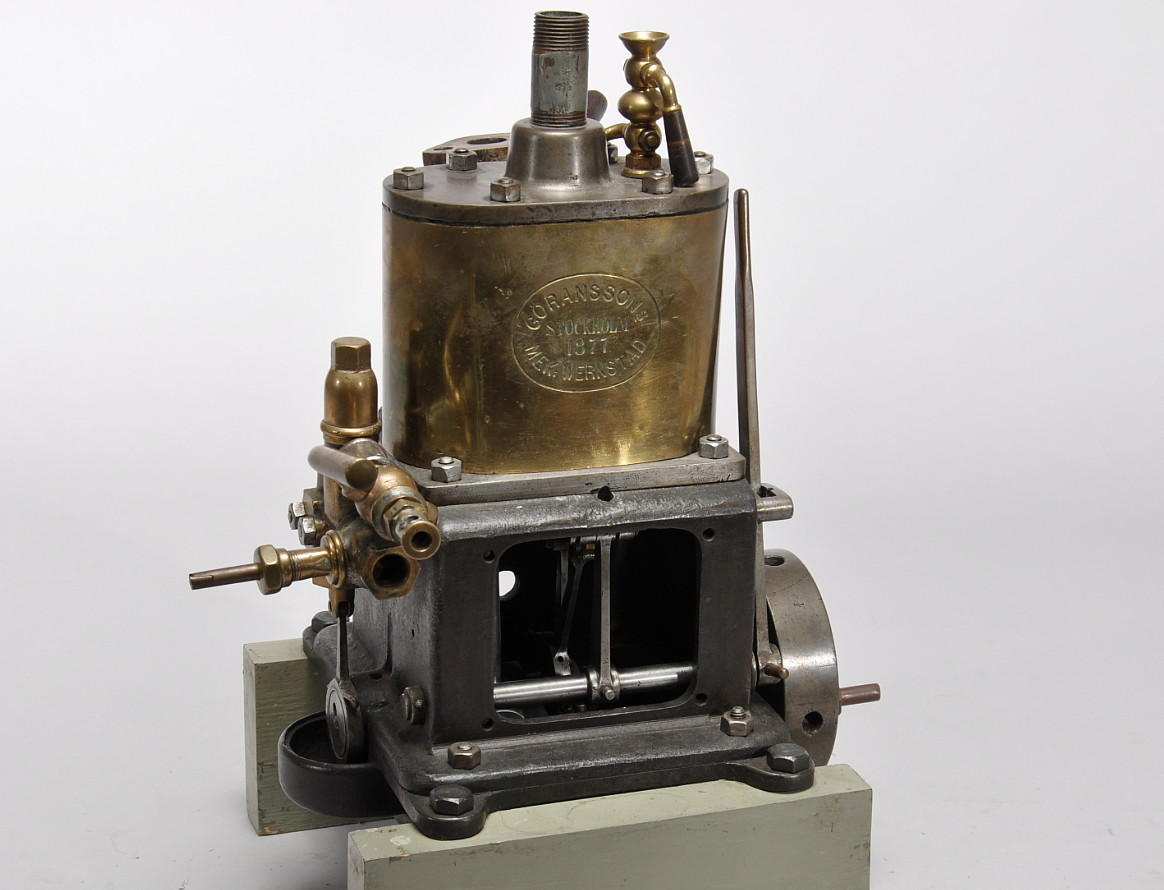
Tvåcylindrig kolibrimaskin på 4 hk, tillverkad 1877 av Göranssons mekaniska verkstad.

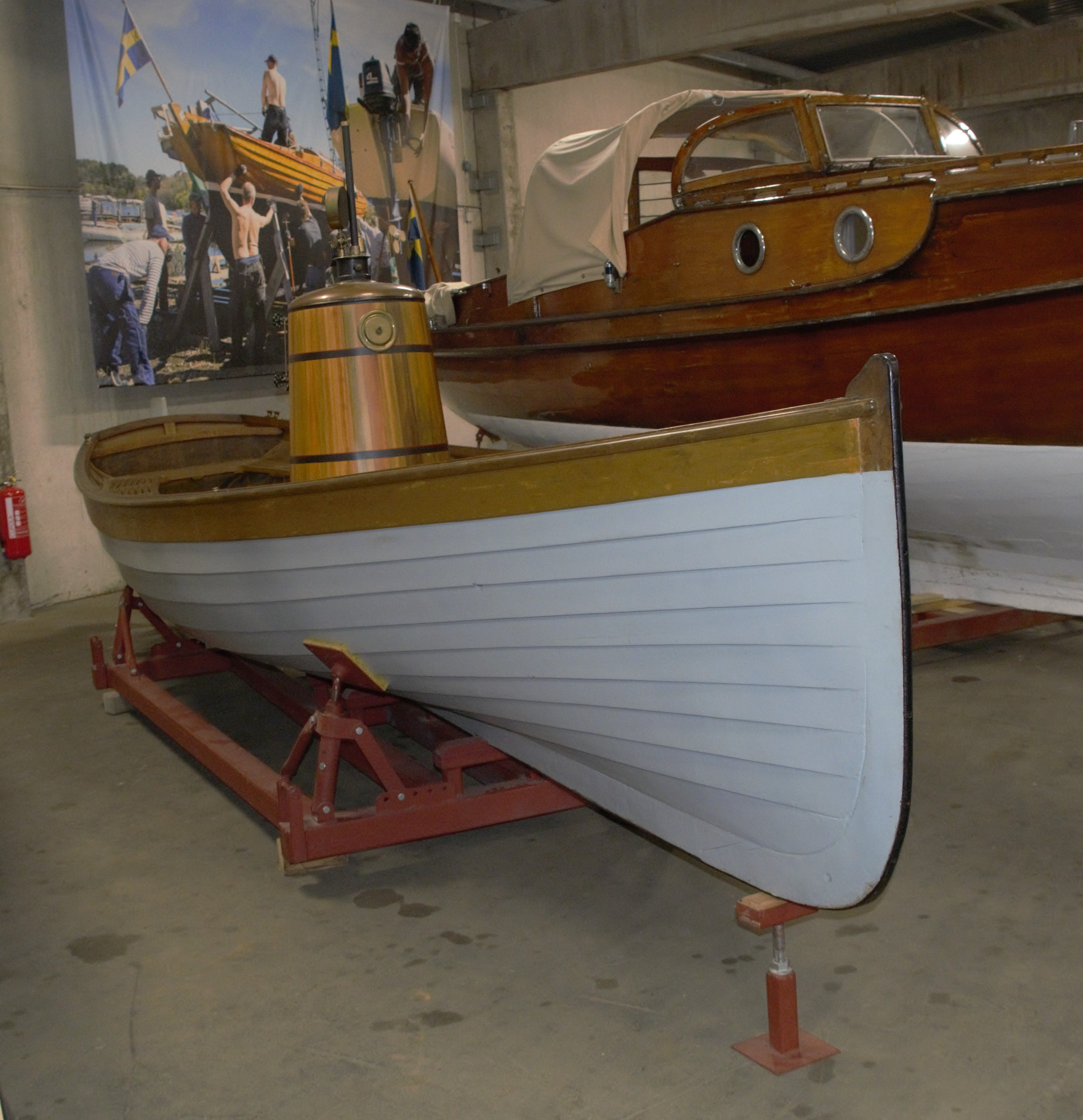
Kolibribåt från slutet av 1800-taket med tvåcylindrig ångmaskin på 2,5–3 hk, som tillhört Henrik Tore Cedergren. 6,9 meter lång, 1,73 meter bred. Båten finns på Sjöhistoriska museets Båtmagasinet på Rindö.

Kolibrimaskin (colibrimaskin) är en äldre benämning på en motor (ångmaskin) av mycket små dimensioner.
På motsvarande sätt betecknades en ångslup med en kolibrimaskin som en kolibribåt. Under andra hälften av 1800-talet började sådana mindre ångslupar att användas för varu- och persontransporter i städer i Sverige i konkurrens med tidigare använda roddslupar och vevslupar.
Kolibrimaskiner tillverkades vid många svenska verkstäder mellan 1870 och 1910. En typisk kolibrimaskin kunde ha en effekt på 4 hk (3 kW). Omkring år 1900 började kolibrimaskiner att utkonkurreras av förbränningsmotorer.
| ”                                        | Karlshamn. En kolibribåt anlände hit till staden sistl. torsdag med ångaren Dana. Den lilla nätta ångslupen, som är 32 fot lång och 8 fot bred samt har en ångmaskin om 2 1/2 hästkrafter, gör 7 à 8 mils fart i timmen och äges af fabrikör Carl Skoog härstädes hvilken inköpt densamma i Stockholm. Detta är den första kolibri båt som kommit till Karlshamn. | „ |
| – Notis i Blekings-Posten 2 augusti 1881 | |   |